# Суп из рыбьих потрохов
Суп из рыбьих потрохов (фи́шбойшельзуппе, нем. Fischbeuschelsuppe) — густой рыбный суп венской кухни. Для приготовления супа используются субпродукты пресноводных рыб, преимущественно карпа. В классическом меню рождественского ужина фишбойшельзуппе занимает первое место. Свежие рыбные потроха, согласно старым австрийским кулинарным книгам, считались прежде деликатесом.
Суп из рыбьих потрохов готовят на основе рыбного бульона, сваренного из головизны и остова карпа с добавлением уксуса и пряностей. Его загущивают измельчённой морковью и сельдереем, пассерованными в сливочном масле с мукой, тщательно перемешивают и проваривают, затем добавляют икру карпа, мякоть, снятую с головы, и рубленую зелень петрушки. Суп приправляют специями, у него должен быть кисловато-пикантный вкус. Фишбойшельзуппе подают с подрумяненными кубиками белого хлеба.